# Cutty Sark (whisky)

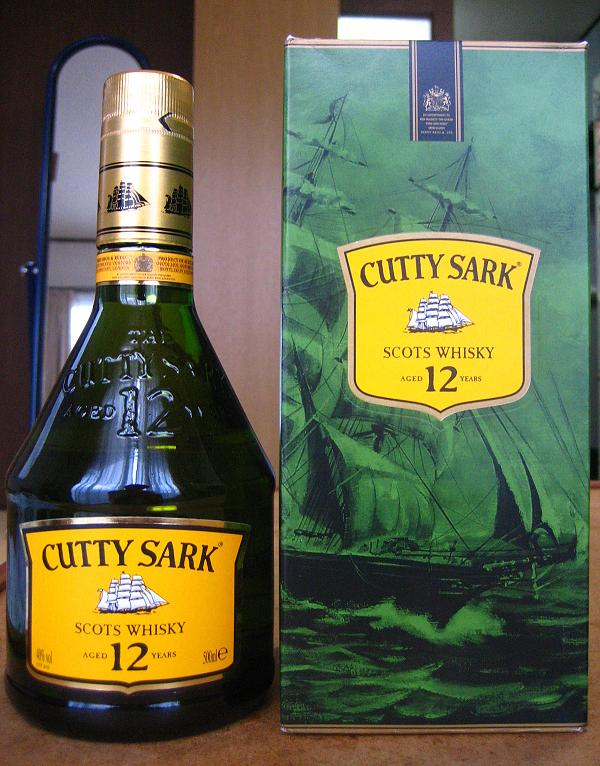
En flaska Cutty Sark med tillhörande låda.

För klipperskeppet Cutty Sark, nu i torrdocka i Greenwich, se Cutty Sark .
Cutty Sark är skotsk blended whisky som ägs av Berry Brothers & Rudd. Cutty Sark är en serie blandade Scotch whisky, som produceras av Edrington Public Limited Company i Glasgow, vars huvudkontor är mindre än 10 miles från födelseplatsen för det berömda klipperskeppet Cutty Sark. Whiskyn skapades den 20 mars 1923, men blandningens ursprung anses vara The Glenrotes destilleri i Speyside-regionen i Skottland. Namnet kommer från klipperskeppet Cutty Sark byggt i River Clyde, vars namn kommer från den skotska språktermen cutty-sark, som nämns i den berömda dikten av Robert Burns, "Tam o'Shanter". Teckningen av klipperskeppet Cutty Sark på etiketten till whiskyflaskorna är ett verk av den svenska konstnären Carl Georg August Wallin. Han var marinmålare och sjöman, och denna teckning är förmodligen hans mest berömda skeppsmålning. Denna teckning finns på etiketten på whiskyflaskorna sedan 1955.